# 丹前風呂

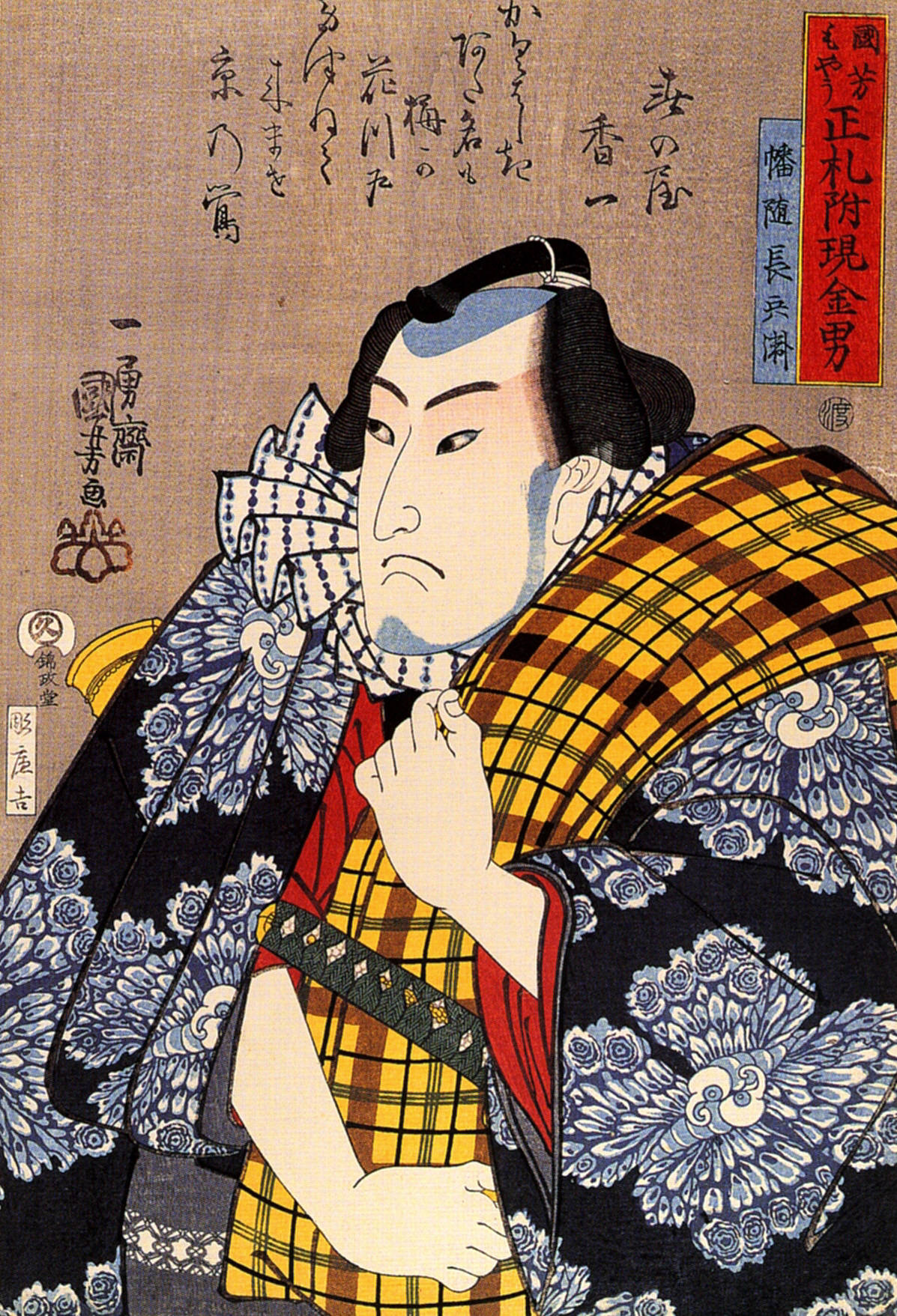
派手な衣裳を着た町奴の代表格・幡随院長兵衛（1622年 - 1657年）。風呂で暗殺される運命にあった。

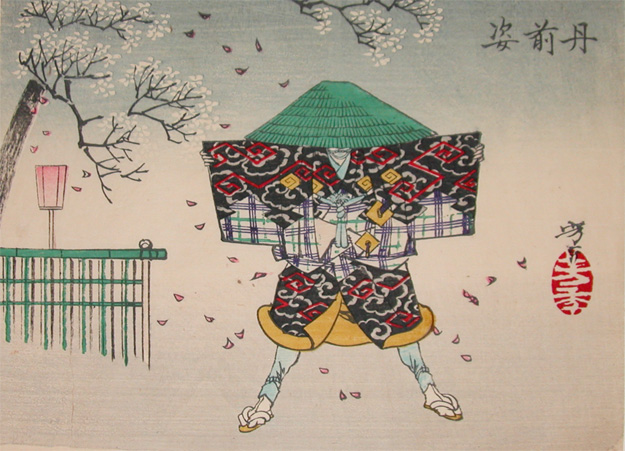
『芳年略画 丹前姿』、月岡芳年、1882年。現在の丹前とはイメージが異なるが、派手な衣裳であり、勝山に似た笠である。

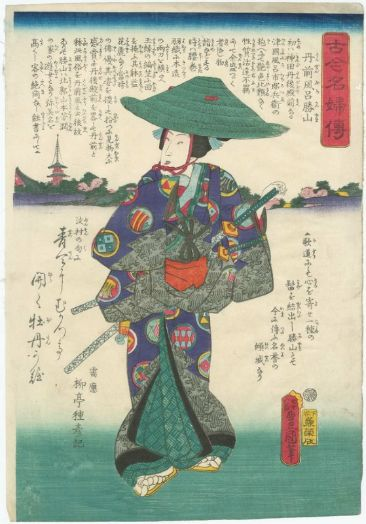
『古今名婦伝 丹前風呂勝山』、三代目歌川豊国、1863年。外出時の勝山は笠をかぶり、木造（刃物ではない）二本差しで帯刀していた。

丹前風呂（たんぜんぶろ）は、江戸時代前期（17世紀）の江戸・神田にかつて存在した町風呂（銭湯の一種）群の総称である。堀丹後守の屋敷の前にあったことから「丹前」と呼ばれるようになった風呂屋（風俗営業の銭湯）の略称・通称であり、同地には複数の風呂屋が存在した。もっとも知られるのは紀伊国屋風呂（きのくにやぶろ）で、紀伊国屋風呂 市兵衛（きのくにやぶろ いちべえ）が経営した。衣裳の丹前をはじめとし、髪型や服装等、さまざまな流行が生まれた。

## 略歴・概要
「丹前風呂」の語源となった堀丹後守（堀直寄）の屋敷は、神田佐柄木町（さえぎまち）にあったとされ、現在の神田小川町、神田淡路町、神田司町2丁目のあたりだという。寛永年間（1624年 - 1645年）に、「摂津国風呂」という大規模な施設ができたという。湯女を多数抱えており、「遊里の趣」があった、つまりは遊廓のようであったという。江戸の他地区、他店と比較しても容色の優れた湯女が多く、身分のある武家の身でありながら身を持ち崩した者も現れたという。
「丹前風呂」に限らず、湯女風呂の発展には目に余るものがあるとして、江戸幕府は、1637年（寛永14年）に1店につき3人以上の湯女を置くことを禁じたが、徹底されず効果はなかった。
有名な湯女・勝山がいたことで知られる紀伊国屋風呂市兵衛の「紀伊国屋風呂」も、寛永年間に始まったとされ、勝山は1646年（正保3年）に同店に入った。1648年（慶安元年）には、湯女を置くことの全面禁止が行われたが、やはり徹底されず効果はなかった。

ほかにも丹前地区にあった風呂屋には、「桔梗風呂」、「山方風呂」、「追手風呂」等があった。「桔梗風呂」には吉野という湯女がいて、彼女が「丹前節」（略称「丹前」）という小唄の流派の元祖とされる。「紀伊国屋風呂」の湯女・市野は、吉野の一番弟子であったが、歌の技術は吉野に優った。「紀伊国屋風呂」の勝山、おなじく采女も吉野に直接指導を受けた。「山方風呂」の幾夜、「追手風呂」の淡路は市野の弟子であった。ほかにも独自の小唄を歌った「山方風呂」の柏木という湯女もおり、いずれも優れた芸であったとされる。
1657年（明暦3年）には、幕府が200軒に余る江戸全域の風呂屋の経営を禁止し、紀伊国屋風呂市兵衛らをはじめ、「丹前風呂」の業者たちはいずれも廃業に追い込まれた。「紀伊国屋風呂」の勝山および「山方風呂」の幾夜は、同年9月（明暦3年8月）、転じて、新吉原の山本芳潤（山本芳順とも）抱えの太夫となった。「紀伊国屋風呂」の采女は、大店である三浦屋抱えとなった。

## 文化・流行
「丹前風呂」からは、多くの文化・流行が起こった。「丹前風呂」に通う遊客、とくに旗本奴・町奴ら侠客、遊冶郎と呼ばれた放蕩者の粋・伊達なスタイルを丹前風（たんぜんふう）、丹前姿（たんぜんすがた）と呼んだ。白い元結で片髷を結った勝山の髪型や、さかやきを剃らずに頭髪を長く伸ばした侠客たちの髪型（丹前立髪）といったヘアスタイル、丹前六方風（たんぜんろっぽうふう）とも呼ばれる、派手な生地・派手な縞柄（丹前縞）による丹前を中心にした服装を指した。「紋日物日の扮装は よしや男の丹前姿」と常磐津節の『戻駕色相肩』（通称『戻駕』）にも歌われた。
「丹前風呂」に通う侠客・放蕩者は、男伊達を気取っていたために、歩き方、手足の振り方に特殊な様式が生まれた。これを舞踊化、様式化したものを「丹前振り」「丹前六方」と言った。「丹前風呂」もすでに消滅し、旗本奴・町奴らも江戸市中から消え去った元禄年間（1688年 - 1704年）には、「丹前物」という歌舞伎舞踊が生まれた。花道からの出の際の特異な歩き方は、現在、歌舞伎狂言『浮世柄比翼稲妻』（四代目鶴屋南北、1823年）からのスピンオフ作『鞘当』で観ることができる。
「丹前風呂」の湯女・吉野が元祖とされる「丹前節」が流行したのは、承応年間（1652年 - 1654年）から明暦（1655年 - 1657年）、万治（1658年 - 1660年）、寛文（1661年 - 1672年）にかけての時期であるといわれ、「丹前風呂」が禁止・廃止される数年前に始まり、その後も吉原遊廓に流れた元湯女たちを通じて、広がった。
『昔話丹前風呂』という滑稽本が、式亭三馬作、歌川国直画でのちに19世紀初期に刊行されている。